# Jurong Binje (Simpang Mamplam)
Jurong Binje is een bestuurslaag in het regentschap Bireuen van de provincie Atjeh, Indonesië. Jurong Binje telt 352 inwoners (volkstelling 2010).